# Lloret ratpenat de Sri Lanka
El lloret ratpenat de Sri Lanka (Loriculus beryllinus) és una espècie d'ocell de la família dels psitàcids que habita boscos i medi urbà de Sri Lanka.